# 威廉·佛格·奧斯古德
威廉·佛格·奧斯古德（英語：William Fogg Osgood，1864年3月10日—1943年7月22日），男，波士頓人，美國數學家。

## 生平
1864年生於麻薩諸塞州的波士頓。
奧斯古德於1886年自哈佛大學畢業，之後前往哥廷根大學深造（1887年至1889年），後轉往腓特列-亞歷山德大學（紐倫堡埃爾蘭根）學習，於1890年獲得哲學博士。1890年至1893年擔任講師，1893年至1903年擔任助理教授，此後擔任教授，於1933年退休。1918年至1922年間奧斯古德曾擔任哈佛大學數學系系主任，退休後曾在北京大學講學兩年。
1899年至1902年，他擔任期刊《数学年刊》的編輯。1904至1905年間，他擔任美國數學會主席，1909年至1910年間編輯了由美國數學會發行的《Transactions》。1904年，奧斯古德被選為美国国家科学院院士。
1943年逝世于麻薩諸塞州貝爾蒙。

## 学术研究
奧斯古德的研究領域主要在於複變函數論，特別是共形映照、解析函數的均勻化以及變分法。他曾受克萊因之邀為《數學百科全書》撰寫複分析的條目，後又由此發展為Lehrbuch der Funktionentheorie。奧斯古德亦對數學物理感興趣，曾出版過對陀螺儀方面的專著。
奧斯古德撰有多本教科書，他的《奧氏初等微積分學》（張芳潔譯，商務印書館）曾被西南聯大選為微積分課本。《高等微積分》（上、下冊，申又棖譯，商務印書館）亦風行於中國數學界。

## 著作
- Introduction to Infinite Series (Harvard University Press 1897; third edition, 1906)
- (with W. C. Graustein) Plane and solid analytic geometry (Macmillan, NY, 1921)
- Lehrbuch der Funktionentheorie (Teubner, Berlin, 1907; second edition, 1912)
- First Course in Differential and Integral Calculus (1907; revised edition, 1909)
- Elementary calculus (MacMillan, NY, 1921)
- Mechanics (MacMillan, NY, 1937)
- Infinite Series